# Marathon van Fukuoka 2012
De marathon van Fukuoka 2012 werd gelopen op zondag 2 december 2012. Het was de 66e editie van deze marathon. De marathon wordt alleen gelopen door mannen. 
Voor de start waren zowel Haile Gebrselassie als Martin Mathathi de grote favorieten, maar beiden vielen uit. De Keniaan Joseph Gita kwam als eerste over de streep in 2:06.58. Hij had meer dan een minuut voorsprong op de Japanner Horoyuki Horibata, die 2:08.24 nodig had voor de wedstrijd.

## Uitslagen
| rang | naam              | land | tijd    |
| ---- | ----------------- | ---- | ------- |
| 1    | Joseph Gitau      | KEN  | 2:06.58 |
| 2    | Horoyuki Horibata | JPN  | 2:08.24 |
| 3    | Henryk Szost      | POL  | 2:08.42 |
| 4    | Arata Fujiwara    | JPN  | 2:09.31 |
| 5    | Bunta Kuroki      | JPN  | 2:10.08 |
| 6    | Yuki Kawauchi     | JPN  | 2:10.29 |
| 7    | Mohamed Trafeh    | USA  | 2:11.41 |
| 8    | Ryan Vail         | USA  | 2:11.45 |
| 9    | Cuthbert Nyasango | ZIM  | 2:11.48 |
| 10   | Kota Noguchi      | JPN  | 2:12.44 |

1947 ·
1948 ·
1949 ·
1950 ·
1951 ·
1952 ·
1953 ·
1954 ·
1955 ·
1956 ·
1957 ·
1958 ·
1959 ·
1960 ·
1961 ·
1962 ·
1963 ·
1964 ·
1965 ·
1966 ·
1967 ·
1968 ·
1969 ·
1970 ·
1971 ·
1972 ·
1973 ·
1974 ·
1975 ·
1976 ·
1977 ·
1978 ·
1979 ·
1980 ·
1981 ·
1982 ·
1983 ·
1984 ·
1985 ·
1986 ·
1987 ·
1988 ·
1989 ·
1990 ·
1991 ·
1992 ·
1993 ·
1994 ·
1995 ·
1996 ·
1997 ·
1998 ·
1999 ·
2000 ·
2001 ·
2002 ·
2003 ·
2004 ·
2005 ·
2006 ·
2007 ·
2008 ·
2009 ·
2010 ·
2011 ·
2012 ·
2013 ·
2014 ·
2015 ·
2016 ·
2017